# 弗朗切斯科·达米亚尼
弗朗切斯科·达米亚尼（義大利語：Francesco Damiani，1958年10月4日—），意大利男子拳击运动员。他曾代表意大利参加1980年和1984年夏季奥林匹克运动会拳击比赛，其中1984年奥运会获得一枚银牌。